# Blake Tierney
Blake Tierney (Mississauga, 10 de enero de 2002) es un deportista canadiense que compite en natación, especialista en el estilo espalda. En los Juegos Panamericanos de 2023 obtuvo dos medallas de bronce, en las pruebas de 4 × 100 m espalda y 4 × 100 m estilos.

## Palmarés internacional
| Juegos Panamericanos | Juegos Panamericanos | Juegos Panamericanos | Juegos Panamericanos |
| Año                  | Lugar                | Medalla              | Prueba               |
| -------------------- | -------------------- | -------------------- | -------------------- |
| 2023                 | Santiago (Chile)     | Medalla de bronce    | 100 m espalda        |
| 2023                 | Santiago (Chile)     | Medalla de bronce    | 4 × 100 m estilos    |